# Maria Strømme
Maria Strømme, född 7 april 1970 i Svolvær i Lofoten, är en norskfödd fysiker verksam i Sverige. Hon är professor i nanoteknologi vid Uppsala universitet sedan 2004. När hon tillträdde sin tjänst blev hon Sveriges yngsta lärostolsprofessor i ett teknikämne.
Maria Strømme, som är civilingenjör i teknisk fysik, disputerade i fasta tillståndets fysik 1997 vid Uppsala universitet och fick därefter en forskartjänst av dåvarande Naturvetenskapliga forskningsrådet. Under åren 2002–2007 arbetade hon som akademiforskare, utsedd av Kungliga Vetenskapsakademien, i farmaceutisk materialvetenskap. Strømme har en rad styrelseuppdrag i olika teknikbolag samt i nationella och internationella forskningsråd och universitet. Hon är en av uppfinnarna bakom det så kallade algbatteriet och materialet Upsalite samt en av grundarna till företagen Disruptive Materials AB och Disruptive Pharma AB. Hon invaldes 2010 som ledamot av Kungliga Vetenskaps-Societeten i Uppsala, blev 2011 ledamot av Kungliga Ingenjörsvetenskapsakademien (IVA), invaldes 2013 som ledamot av Kungliga Vetenskapsakademien (KVA), 2016 i Norges Tekniske Vitenskapsakademi (NTVA) och 2019 i Det Norske Videnskaps-Akademi. Under perioden januari 2015 till december 2017 var hon vice preses i Kungliga Ingenjörsvetenskapsakademien.
2012 mottog hon Kungl. Ingenjörsvetenskapsakademiens guldmedalj "för hennes grundläggande och tillämpande forskningsinsatser inom nanoteknologi och för hennes omfattande entreprenörskap inom fysik och medicin", och senare samma år fick hon även Uppsala kommuns hedersmedalj.
2015 var hon sommarpratare i P1 och både 2009 och 2016 gäst i Skavlan. 2016 utsågs hon till Årets Svenska Kvinna av SWEA International. Samma år utsågs hon även till Årets hedersupplänning och mottog innovationspriset Hjärnäpplet samt kunskapsförmedlingspriset Learning Ladder Prize. 2018 mottog hon Björkénska priset från sitt Alma Mater Uppsala universitet och 3 år senare, 2021 mottog hon Rudbeckmedaljen.
Strømmes publicering har (2023) enligt Google Scholar ett h-index på 68 samt över 17 000 citeringar.